# Nuraminis
Nuraminis é uma comuna italiana da região da Sardenha, na província da Sardenha do Sul, com  cerca de 2.821 habitantes. Estende-se por uma área de 45 km², tendo uma densidade populacional de 63 hab/km². Faz fronteira com Monastir, Samatzai, Serramanna, Serrenti, Ussana, Villasor.

## Demografia
| Variação demográfica do município entre 1861 e 2011                               |
|                                                                                   |
| Fonte: Istituto Nazionale di Statistica (ISTAT) - Elaboração gráfica da Wikipedia |